# Cerkiew Opieki Matki Bożej w Veclaicene
Cerkiew Opieki Matki Bożej – prawosławna cerkiew w Veclaicene, w dekanacie madońskim eparchii dyneburskiej Łotewskiego Kościoła Prawosławnego.
Parafia prawosławna w Veclaicene istnieje od połowy XIX wieku. Jej świątynia została wzniesiona w końcu XIX wieku. Według informacji zawartych na tablicy pamiątkowej na fasadzie budynku, uroczystość położenia kamienia węgielnego miała miejsce 29 sierpnia 1893, zaś gotowy obiekt poświęcił 22 czerwca 1895 arcybiskup ryski i mitawski Arseniusz. Fundatorem zakupu gruntu pod budowę był Jan Kronsztadzki. W cerkwi znajdowało się sześć dzwonów, z czego co najmniej dwa były fundacją prywatną.
Mimo położenia cerkwi w pobliżu ważnego szlaku komunikacyjnego (szosa na Psków), obiekt nie został uszkodzony w czasie działań wojennych prowadzonych w regionie w czasie rosyjskiej wojny domowej, a następnie II wojny światowej. Już w II połowie XX w. część wyposażenia obiektu uległa zniszczeniu wskutek włamań.
Świątynia zbudowana jest z cegły, w stylu bizantyjsko-rosyjskim. Wejście do niej prowadzi przez przedsionek z dzwonnicą, zwieńczoną cebulastą kopułką z krzyżem. Podobna konstrukcja znajduje się na szczycie dachu nad nawą obiektu. Okna w cerkwi są półkoliste, poniżej dachu znajduje się ozdobny fryz. Teren cerkiewny otacza mur ceglany z ozdobną bramą wjazdową.
We wnętrzu obiektu zachował się dwurzędowy ikonostas, chorągwie procesyjne oraz kilka bocznych ikon.